# Гликон
Гликон (Шаблон:Lang-grc) е в гръцката митология змия бог, култов обект от култа към бог Асклепий в Македония, Южна- и Югоизточна Европа.
Животното се описва като Химера с антилопска глава с човешки коса и уши, змийско тяло и лъвска опашка.
Култът получил разпространение в Римската империя през 2 век. От средата на 2 век до средата на 3 век неговото изображение се появява на монети.